# Fellach
Fellach ist eine ehemalige Gemeinde im Nordwesten von Villach in Kärnten, Österreich. Heute ist Fellach ein Stadtteil Villachs, der sich im Westen der Stadt befindet. 
Die Fellach ist ein weitläufiger Stadtteil, der sich in die Obere Fellach und die Untere Fellach einteilen lässt.

## Geschichte
Am 1. Jänner 1973 wurde Fellach nach Villach eingemeindet.

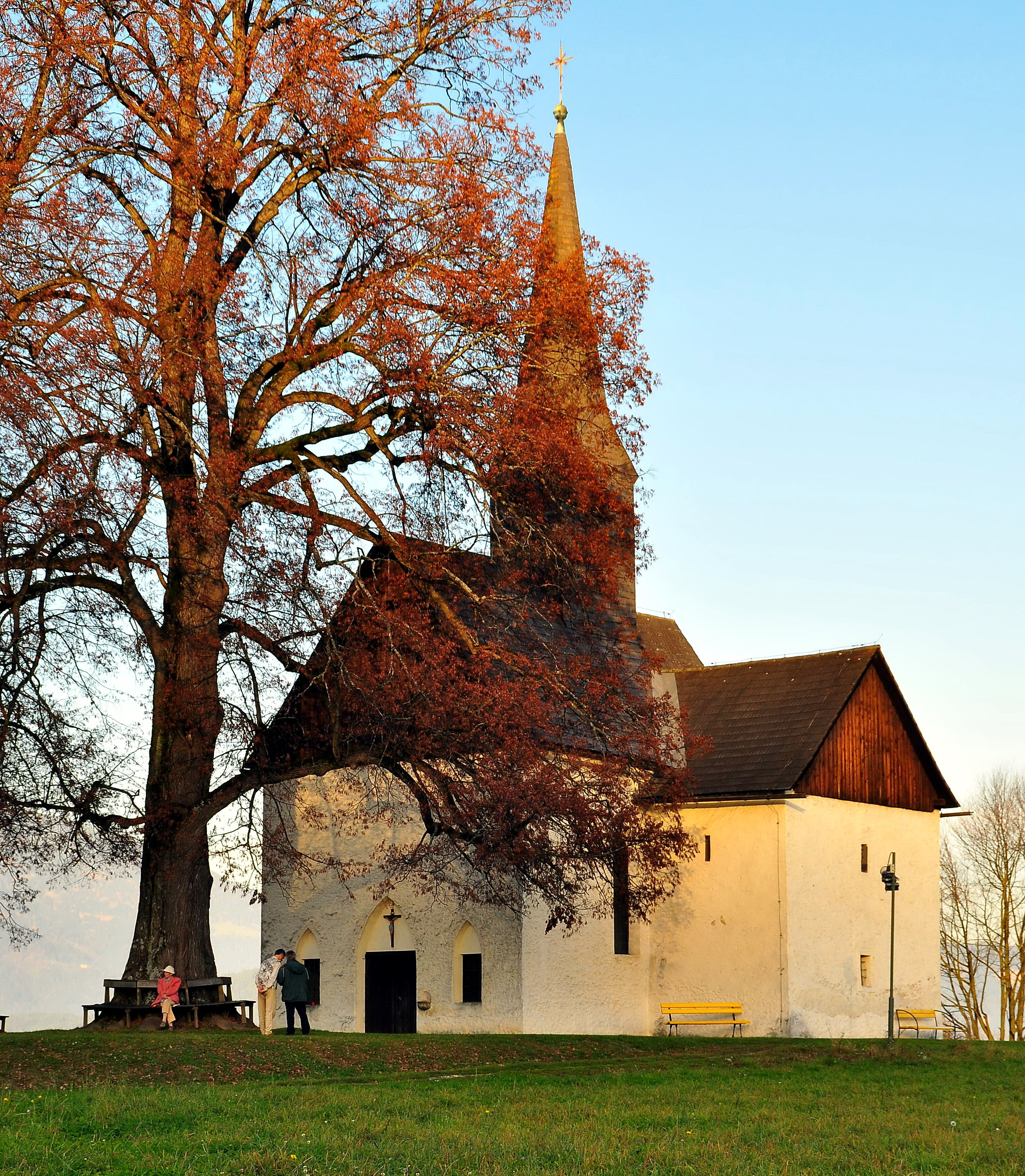
Die Filialkirche Heiliger Johannes